# Лъгадинско поле
Лъгадинското поле (на гръцки: Κάμπος του Λαγκαδά) е равнина в Егейска Македония, Гърция.
Лъгадинското поле се простира на около 3 часа дължина и 1 1/2 час ширина в посока север-северозапад към юг-югоизток. В южната част на полето се намира Лъгадинското езеро (Корония), което чрез къс канал се изтича в Бешичкото езеро (Волви). Полето е заградено от Солунските рътлини от югоизток и от планината Карадаг (Мавровуни) от северозапад. Солунските рътлини се свързват с Круша (Дисоро) и разделят коритото на река Галик (Галикос) от Лъгадинското поле. В началото на XX век населението на Лъгадинското поле е българско, но половината е погърчено.
Полето е много полодородно, като в него предимно се отглеждат сусам, памук и жита. Почвата е рохка.